# Frans Werner

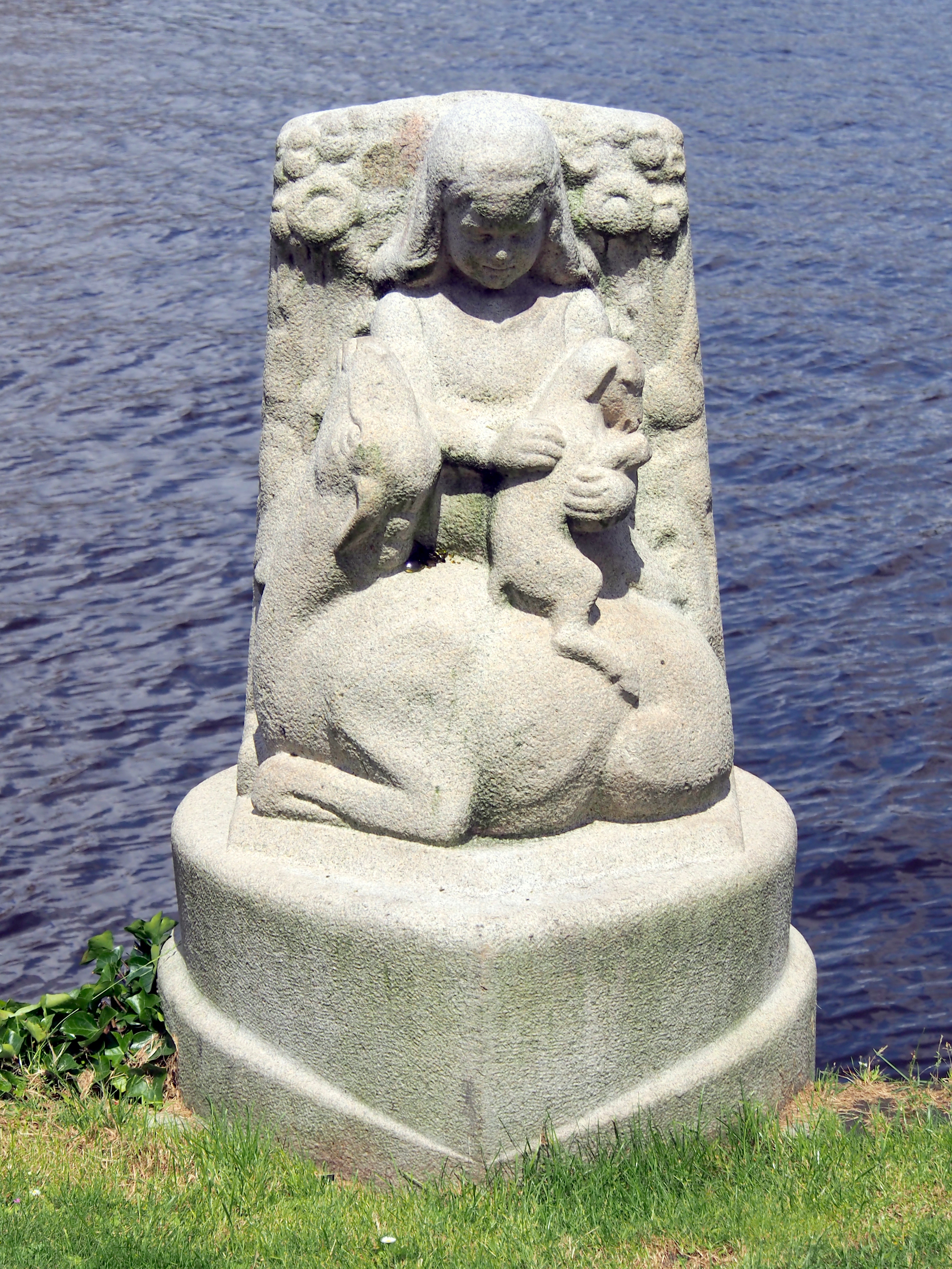
Meisje met lam (1931)

Franciscus Johannes (Frans) Werner (Amsterdam, 7 april 1879 – aldaar, 11 november 1955) was een Nederlands beeldhouwer.

## Leven en werk
Werner was een zoon van de telegrafist François Werner en Dora Angenita Bertrand. Hij was een leerling van Bart van Hove aan de Quellinusschool (1898-1899) en Ludwig Jünger aan de Rijksschool voor Kunstnijverheid (ca. 1899-1900). Vervolgens studeerde hij in Brussel bij Charles Van der Stappen. Hij werkte enige tijd op de ateliers van Carel Adolph Lion Cachet en Abraham Hesselink.
Naast vrijstaand werk maakte hij onder meer portretbustes en gevelreliëfs. Hij sloot zich in 1932 aan bij de Nederlandse Kring van Beeldhouwers. Werner maakte ook reliëfschilderwerk.
Eind jaren 30 ging het hem financieel niet voor de wind. Dat en zijn vriendschap met de fascistisch gezinde Johan Polet zal er mede toe geleid hebben dat hij een voorstander was van de instelling van een beeldhouwersgilde als onderdeel van de Nederlandsche Kultuurraad. Het leidde tot een breuk met collega's van de NKvB en een gebrek aan opdrachten. Hij nam zelf contact op met Den Haag en het gemeentebestuur van Amsterdam om werk binnen te halen. In 1942 kreeg hij de opdracht een levensgroot standbeeld van Jan Pieterszoon Sweelinck te maken. Hij kreeg een vervolgopdracht voor beeldjes van een bruid en bruidegom voor de trouwkamer van het stadhuis. Na de oorlog werd Werner door de ereraad voor de beeldende kunst tot 5 mei 1947 uitgesloten van overheidsopdrachten en exposities. Zijn lidmaatschap van de NKvB werd drie jaar geschorst. De gemeente trok de opdracht voor het stadhuis in.
Werner maakte om in zijn onderhoud te voorzien onder meer planten van was voor het Tropenmuseum. In het kader van de contraprestatieregeling kon hij in de jaren 50 nog wat werk aan het Rijk verkopen. Hij overleed in 1955, op 76-jarige leeftijd.

## Werken (selectie)
- beeldje van operazangeres Cato Engelen-Sewing (ca. 1915), Amsterdam Museum[5]
- borstbeeld Hector Treub (1923), Stichting Academisch Erfgoed
- reliëfs met dierenriemtekens (1923-1926) aan het Stedelijk Museum Amsterdam
- brandweerman met draak (1927), Rijckerbrug, Amsterdam
- gevelstenen (1929-1930) complex Adelaarsweg/Eendenstraat, Amsterdam-Noord
- Maja (1930), Apollolaan, Amsterdam
- meisje met lam (1931) bij de Kinderbrug aan het Muzenplein, Amsterdam[6]
- gevelsteen wapen van Amsterdam (1933), Uiterwaardenstraat, Amsterdam
- gevelstenen Vrouw bij vuur en Man bij vuur (1935), respectievelijk Grift- en Moerdijkstraat, Amsterdam
- gevelstenen "In moeilijke jaren tot stand gebracht" en "Na ingespannen pogen" (1935), Olympiaplein, Amsterdam
- gevelstenen Landlust, man met koeien/ man met paard en wagen (1937-1938), Willem de Zwijgerlaan/Charlotte de Bourbonstraat, Amsterdam
- reliëfs Overvloed en Oogst (1940), Marathonweg, Amsterdam (in 2007 vervangen door kalkstenen replica's)
- standbeeld van Jan Pieterszoon Sweelinck (1944), Valeriusplein, Amsterdam

### Sweelinck
Werner kreeg tijdens die Tweede Wereldoorlog de opdracht een beeld van Jan Pieterszoon Sweelinck. Het moest gezien worden als een vervolg op beelden in de stad die verwezen naar grootse Nederlanders. In het rijtje Johan Rudolph Thorbecke (Standbeeld van Johan Rudolph Thorbecke), Rembrandt van Rijn (Rembrandtmonument) en Joost van den Vondel (Vondelmonument) miste de stad nog een eerbetoon aan Jan Pieterszoon Sweelinck. Werner kwam met een op een sokkel staande Sweelinck, die in mei 1944 op zijn plaats op het Valeriusplein werd gehesen. Het beeld zou nog een vervolg moeten krijgen met een groots beeld op de Apollolaan, die wees naar het belang van de Tachtigers; dat beeld zou direct na de Tweede Wereldoorlog direct verwijderd zijn. Beeld kwam er op aandringen van de door de bezetter geïnstalleerde regeringscommissaris (burgemeester) Edward Voûte en wethouder Johan Smit, die lid was van de Nationaal-Socialistische Beweging. Het beeld werd in 1946 als “besmet” verklaard en verwijderd, nadat het al eerder in 1945 beschadigd was geraakt. In 1975 schreef Het Parool een vraag uit of er nog iemand wist waar dat beeld was gebleven. Niet veel later kwam het bericht dat het beeld na verwijdering werd opgeslagen op het terrein van de Dienst der Publieke Werken aan de Van Reigersbergenstraat. Een bericht voor plaatsing in een gemeentelijk museum leverde in beschadigde vorm niet het gewenste resultaat van plaatsing, waarop het begraven werd. Ook in 1970, als het beeld bij terreinwerkzaamheden weer boven de grond komt, weet men niet wat men er mee moet doen. Later nader onderzoek (1997) door Amstelodanum leverde op dat wethouder Han Lammers, die opdracht tot vernietiging had gegeven, verkeerd was geïnformeerd; het onherstelbaar vernielen zou pas tijdens zijn bewind in mei 1972 hebben plaatsgevonden. De vernietiging vond plaats aan de Van Reigersbergenstraat, alwaar Werner het beeld ook gehakt had.

## Afbeeldingen

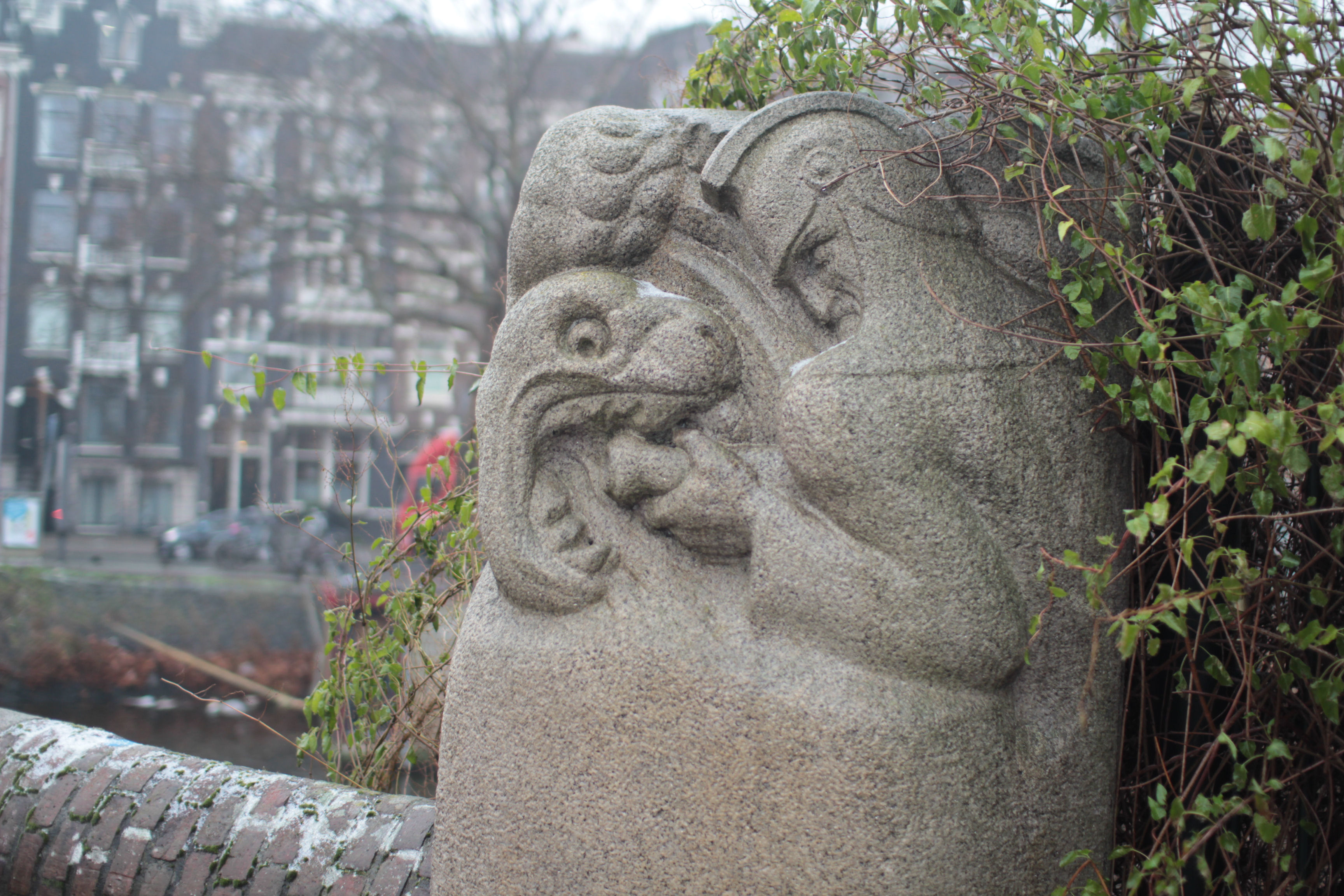
Brandweerman met draak
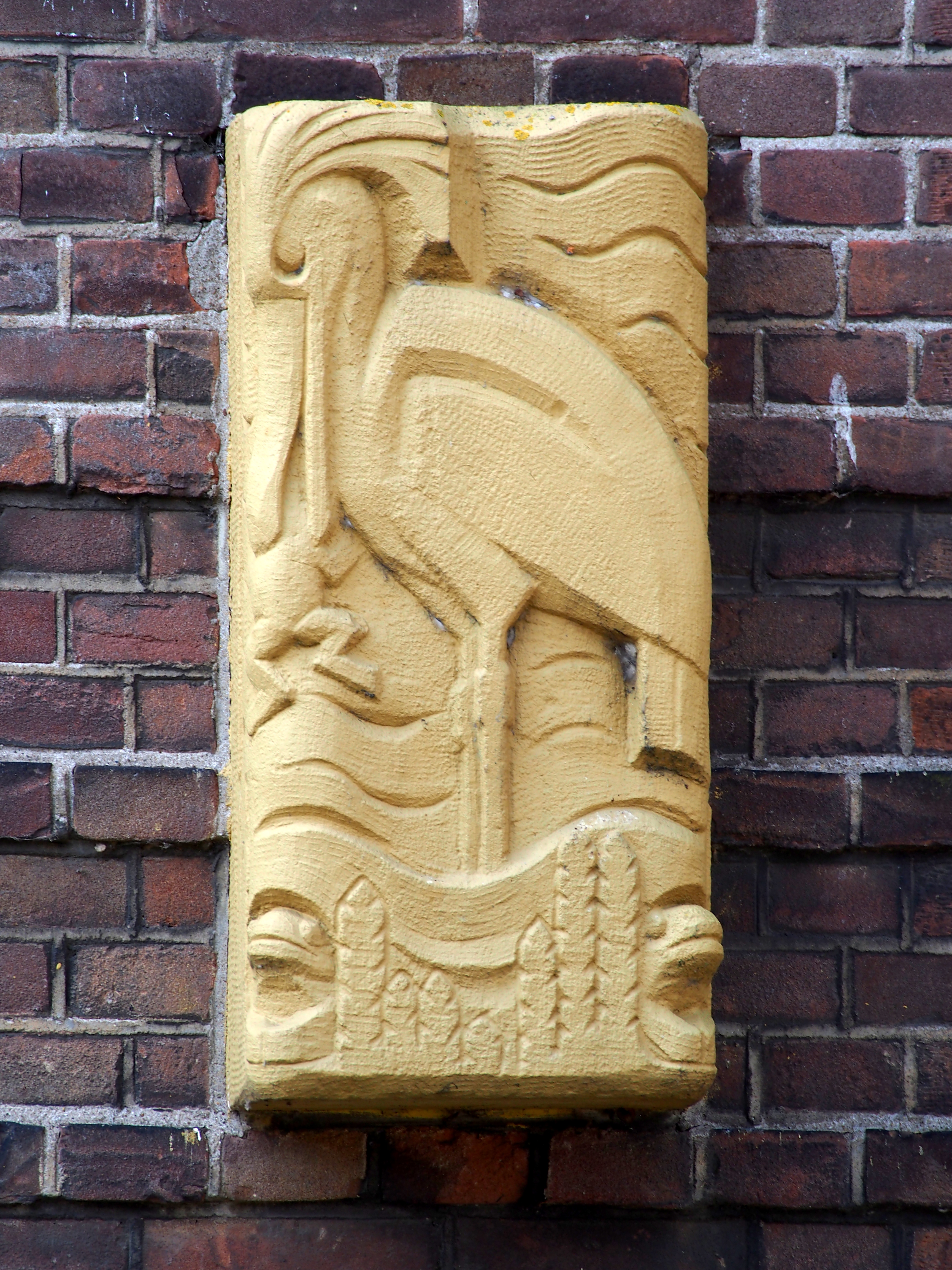
Lepelaar
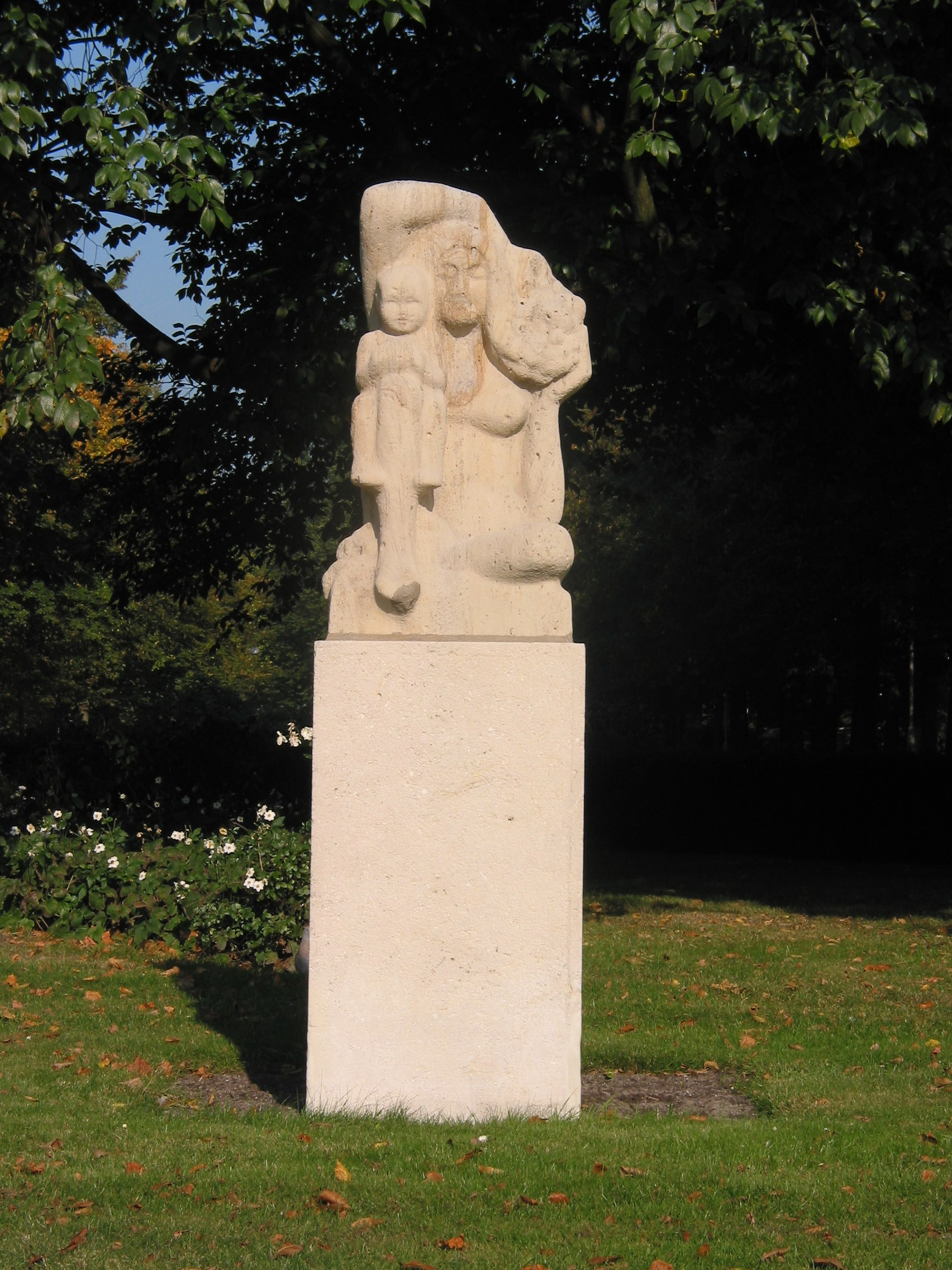
Maja
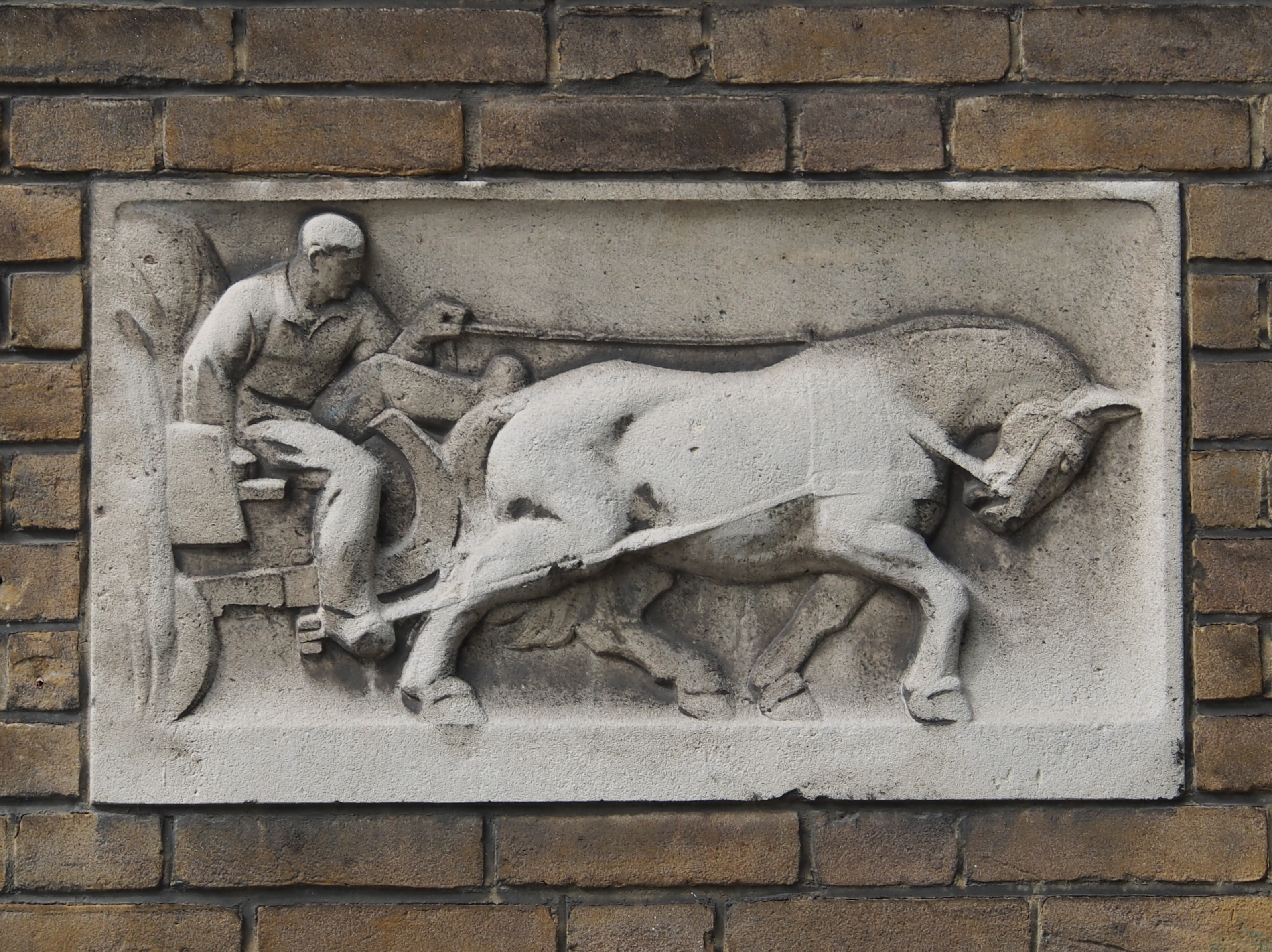
Landlust

- Biografisch Portaal: 50736832
- Gemeinsame Normdatei: 188429328
- International Standard Name Identifier: 0000 0001 4035 0572
- Nederlandse Thesaurus van Auteursnamen: 273440764
- RKD-Nederlands Instituut voor Kunstgeschiedenis: 83695
- Virtual International Authority File: 205729610
- WorldCat: E39PBJdGGDWrp7xqgr87dthT73